# Monts de la Marche
Die Monts de la Marche sind eine im Norden der Monts du Limousin gelegene Naturregion in der Nordwestecke des französischen Massif Central.

## Etymologie
Die Monts de la Marche wurden nach der Grafschaft Marche benannt.

## Geographie
Die Monts de la Marche liegen vorwiegend in den Départements Creuse und Haute-Vienne (Region Nouvelle-Aquitaine), berühren aber noch den Nordrand des Département Charente sowie den Süden der Départements Cher und Indre. Sie werden von folgenden Naturregionen umgeben:
- im Norden vom Boischaut Sud
- im Osten von der Combraille
- im Südosten vom Plateau de Millevaches
- im Süden vom Plateau du Limousin, das es von den Monts du Limousin – insbesondere den Monts de Châlus und den Monts de Fayat – abgrenzt
- im Westen von der Charente limousine bzw. dem Confolentais.

Ihr Relief besteht aus deutlichen Höhenzügen, die durch tiefliegende Tallagen oder sogar Schluchten voneinander getrennt werden.
Prinzipiell lassen sich in den Monts de la Marche folgende größere Einzelmassive unterscheiden:
- die Monts de Blond
- die Monts d’Ambazac
- die Monts de Guéret
- die Monts de Toulx-Sainte-Croix

## Hydrographie
Die Monts de la Marche werden von bedeutenden Vorflutern zur Vienne hin entwässert, welche ihrerseits in die Loire mündet:
- vom Einzugsgebiet der nach Nordwest abfließenden Creuse im Nordostabschnitt
- vom Einzugsgebiet der Gartempe im Zentral- und im Nordwestabschnitt
- vom Einzugsgebiet des Taurion im Südostabschnitt
- vom Einzugsgebiet der Glane im Südabschnitt.

Der Südwesten und Westen entwässert direkt über die Vienne.

## Geologie

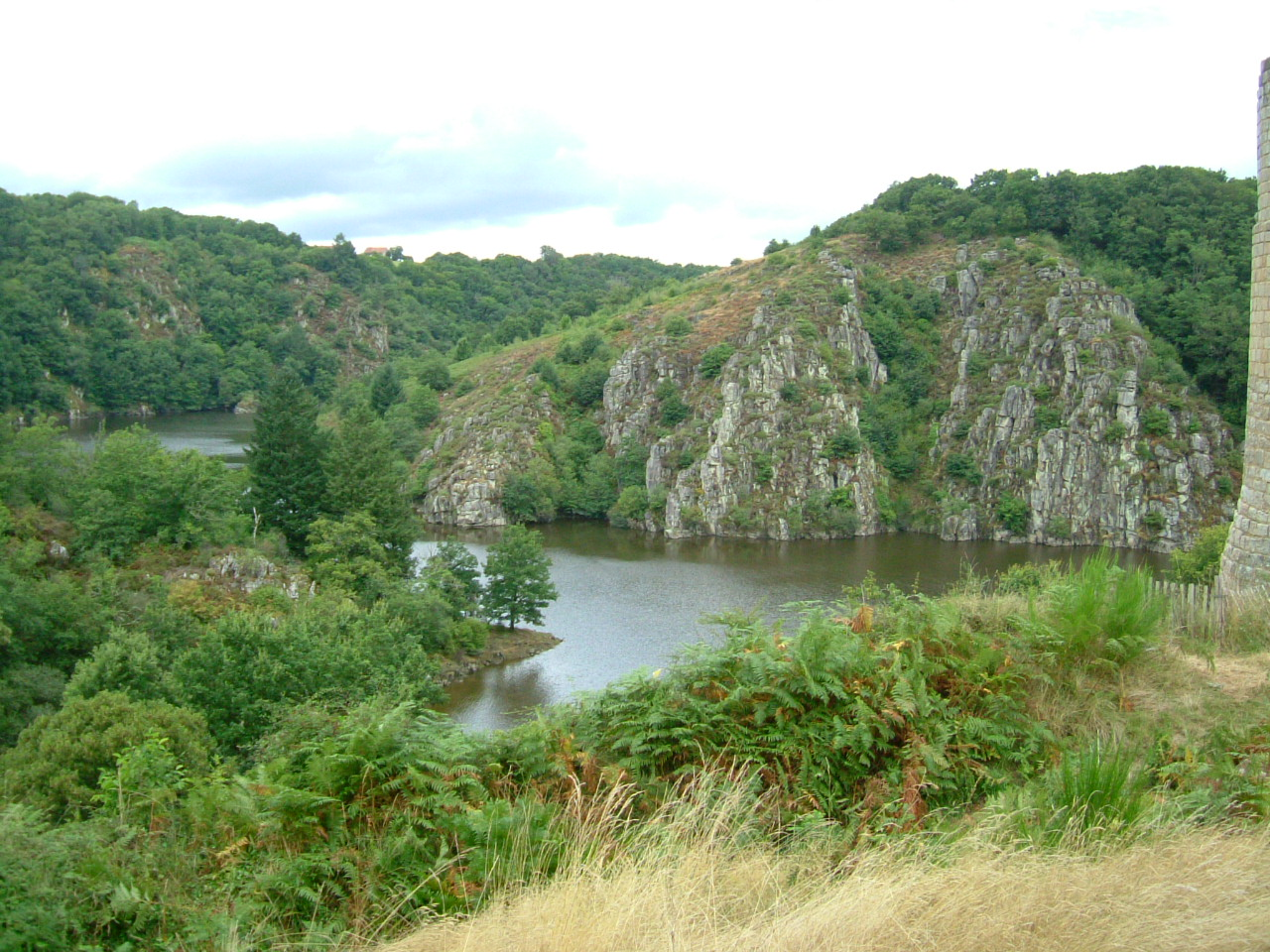
Die Creuse bei Crozant

Die Monts de la Marche gehören geologisch zum kristallinen Grundgebirge des Massif Central. Sie tauchen an ihrem Nordrand unter die mesozoischen Sedimente des Pariser Beckens ab, im Westen werden sie vom Mesozoikum des Seuil du Poitou und des nördlichen Aquitanischen Beckens bedeckt. Ihr strukturgeologischer Aufbau ist recht komplexer Natur, da sie aus einem vermuteten Autochthon und zwei flach darüber liegenden Deckensystemen bestehen. Anstehend sind Glimmerschiefer, Paragneise und Orthogneise, Migmatite, Leukogranite und Granite. Strukturgeologisch sind zugegen die basale Parautochthone Glimmerschiefereinheit sowie die darüberliegende Untere und hierauf die Obere Gneisdecke des Limousins. Diese drei tektonischen Einheiten wurden von sehr unterschiedlichen Granitoiden im Verlauf und gegen Ende der Variszischen Orogenese intrudiert.
Die Monts de la Marche werden von der mehr oder weniger Ost-West-streichenden Boussac-Störung (die in die etwas weiter südlich verlaufende Marche-Scherzone aufspaltet – beides linksseitige Seitenverschiebungen) in zwei Hälften getrennt, die eine sehr unterschiedliche Strukturierung an den Tag legen. Der Südabschnitt wird seinerseits noch einmal von der Nantiat-Störung – einer bedeutenden, gebogenen, Nordnordost bis Nordost streichenden, westwärts gerichteten Abschiebung – in einen West- und in einen Ostabschnitt untergliedert. In der Nordhälfte – dem Plateau d’Aigurande – verlaufen die Strukturen Ost-West, wohingegen sie im westlichen Südabschnitt grosso modo in die Südost-Nordwest-Richtung eingeregelt sind und somit die in der Vendée angetroffenen Verhältnisse verlängern. Östlich der Nantiat-Störung erscheint horstartig das leukogranitische Saint-Sylvestre-Massiv in den Monts d’Ambazac. In etwa parallel zur Nantiat-Störung verläuft weiter östlich eine weitere bedeutende Verwerfung (die nach Osten abschiebende Bussière-Madeleine-Störung), die im Norden von der Boussac-Störung abgeschnitten wird. An ihrem Nordabschnitt ist der die Monts de Guéret aufbauende Guéret-Granit – eine riesige, plattige, flachliegende Granitintrusion – in südöstlicher Richtung abgeglitten.

## Klima
Die Region der Monts de la Marche steht unter dem Einfluss eines ozeanischen Klimas, das je nach Höhenlage abgeschwächt wird. Die Niederschläge sind überaus reichlich. Die Schneefälle sind durchaus von Bedeutung und bleiben am Boden liegen. Die Wintertemperaturen liegen recht tief und werden von der jeweiligen Höhenstufe regiert.

## Pflanzen- und Tierwelt
Die Monts de la Marche werden von einer relativ dichten Bocagevegetation bedeckt. Wiesen und Weiden gestatten die Tierhaltung, wobei Mischkulturen zum Tierfutter beisteuern. Die abtrennenden Hecken bestehen aus Stieleiche, Kastanie, Rotbuche, Esche, Schlehdorn, Liguster, Gewöhnlicher Spindelstrauch, Brombeere, Hasel und Hainbuche. In den Talniederungen erscheinen jedoch meist Holunder und Silber-Weide.

## Wirtschaft
Die Landwirtschaft wird in den Monts de la Marche von der Rinder- und Schafzucht beherrscht.